# Range war
Une range war est un type de conflit de l’Ouest américain, habituellement violent, qui a eu lieu le plus souvent au XIXe et au début du XXe siècle. 

## Histoire
L'origine de ces conflits était le contrôle des pâturages (open range) librement utilisés pour le bétail et qui ont donné leur nom à ce type de conflit. Habituellement, il s’agissait de différends concernant les droits d’accès à l'eau, ou les droits de pâture, et aussi la propriété du bétail.
Ces guerres ont eu lieu avant la Taylor Grazing Act de 1934 qui réglementait les parcelles de pâturage sur les terres publiques. La guerre du comté de Johnson est un exemple de range war, mais il y en a eu beaucoup d'autres.

## Usage moderne
Alors qu’au cours des siècles précédents la violence était souvent d'usage, le terme s’applique de nos jours à la concurrence pour des ressources rares, comme entre les éleveurs et les environnementalistes,, ou entre les éleveurs et les amateurs de chevaux sauvages. 
Range war est aussi un terme d’argot pour désigner une guerre de territoire ou un désaccord sur une relation hiérarchique. Il est souvent utilisé en politique ou dans les affaires,.

## Range wars dans la littérature et la culture populaire
- Range War, film de 1939 avec Hopalong Cassidy.
- Range War, roman de Lauran Paine sur la guerre de Johnson County.
- The Virginian un roman de Owen Wister.
- Shane, un film de 1953 avec Alan Ladd.
- Oklahoma!, comédie musicale de 1943.
- Chisum, un western de 1970.
- Heaven's Gate, film de 1980.
- Tom Horn, film de 1980 avec Steve McQueen.
- Open Range, film avec Kevin Costner.